# Staatsstraße 26 (Finnland)

Die finnische Staatsstraße 26 (finn. Valtatie 26, schwed. Riksväg 26) beginnt in Hamina (schwed. (nicht offizielle Sprache): Frederikshamn) und führt nach Luumäki. Die Straße ist 50 Kilometer lang.

## Streckenverlauf
Die Staatsstraße 26 zweigt in Hamina am Finnischen Meerbusen nach Norden von der Staatsstraße 7 (zugleich Europastraße 18) ab und endet in Luumäki an der Staatsstraße 6.